# Głogów
Głogów (kiejtéseⓘ, IPA: ['gwɔguf], németül Glogau ['gloːgao], csehül Hlohov ['hlohof]) város Délnyugat-Lengyelországban. 
Lakossága 71 686 fő (2004). Ma Alsó-sziléziai vajdaságban, az egykori Legnica vajdaságban található, a vajdaság hatodik legnagyobb városa. Neve a lengyel głóg (galagonya) szóból ered.
Głogów városrészei: Brzostów, Chrobry, Górków, Hutnik, Kopernik, Kościuszki, Krzepów, Nosocice, Ostrów Tumski, Paulinów, Piastów Śląskich, Przemysłowe, Słoneczne, Stare Miasto, Śródmieście, Widziszów, Żarków. Głogów adminisztrációs területén van két elhagyott falu is: Biechów és Wróblin Głogowski, melyeket a rézbányák közelsége miatt kellett kiüríteni.
A német Glogau név kezd a használatból kikopni a lengyel név javára, a cseh nevet, Hlohov-ot jelenleg ritkán használják.
A város nagyobbrészt az Odera bal partján fekszik, noha a történelmi város valamikor a Templom-szigeten volt, így védelme szempontjából fontos volt, hogy az Odera két ága vette körül.
A város és környéke igen földrengésveszélyes, a környéken havonta többször is előfordul kisebb, általában nem érezhető földrengés, de igen sok érezhető is van egy évben.

## Története

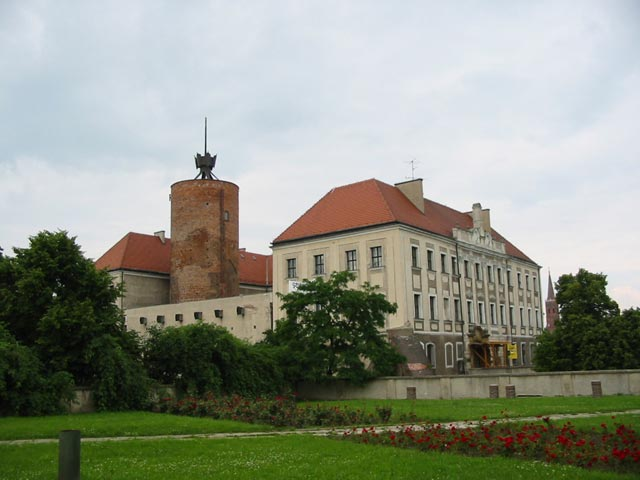
A Głogówi hercegség vára

Ptolemaiosz Klaudiosz időszámításunk szerint 142-147 között készült térképén szerepel egy Lugidunum nevű helység, melyről feltételezik hogy Głogówwal azonos. Ez a feltételezés először a Lexicon Universale, egy 1698-ban kiadott humanista mű lapjain jelent meg, de alátámasztja elhelyezkedése más azonosított sziléziai helységekhez képest. Más források Lugidunumot Legnicaként azonosítják.
Głogów az egyik legrégibb lengyel város. Szláv törzsek a várat már a X. században felépítették. Ez az Odera jobb partján volt és kőből, fából és földből épült. I. Mieszko elfoglalta, és új várat épített, ez a mai Ostrów Tumski (Templom-sziget) területén feküdt.
Głogówot először 1010-ben említi Merseburgi Thietmar krónikája, amikor a várost a lerohanták a németek II. Henrik német-római császár vezetése alatt. A várost a németek 1017-ben újra megostromolták. A Głogówért vívott harcok leghíresebbje az 1109-i volt, amikor V. Henrik német-római császár csapatai ellen védték a várost (lásd: Głogów védelme). 1157-ben I. Barbarossa Frigyes bevette és felgyújtotta a várost.

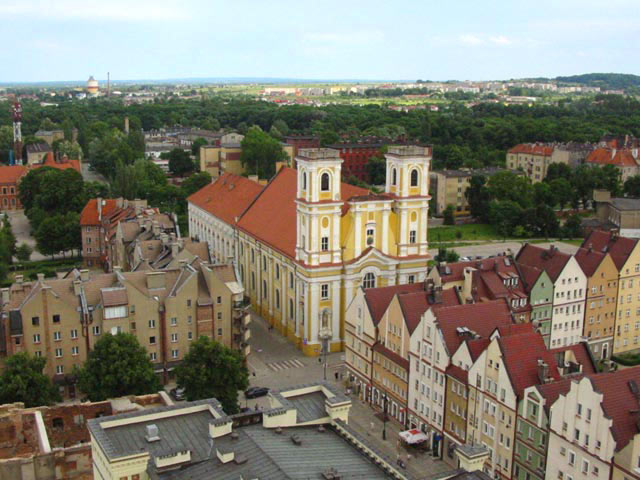
Głogów, óváros

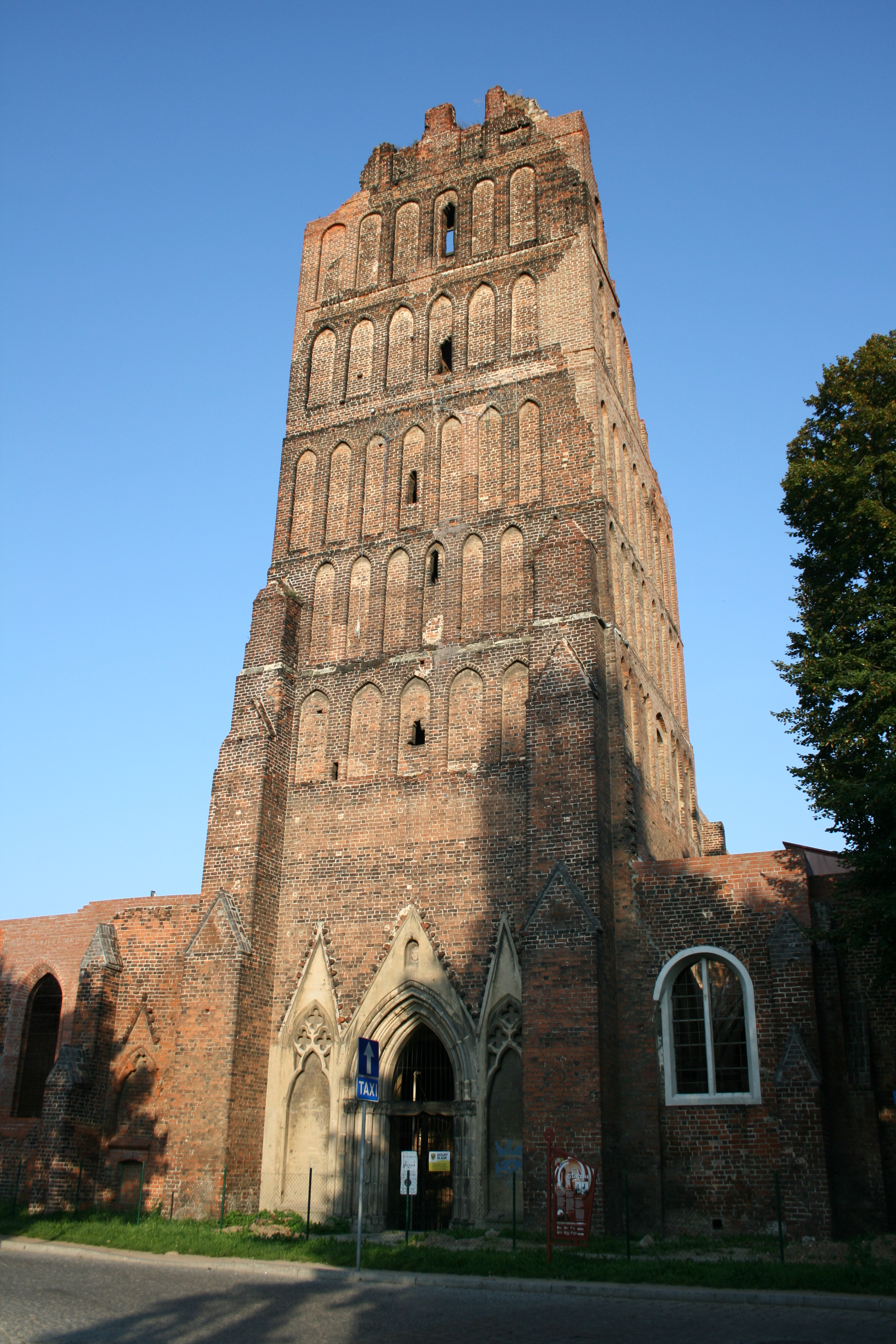
A Szent Miklós templom romjai

1180-ban II. Elűzött Ulászló fia, I. Głogówi Konrád uralkodása alatt az újjáépített Głogów a Głogówi hercegség fővárosa lett, 1253-ban pedig II. Głogówi Konrád megparancsolta, hogy alapítsanak várost a már meglévő bal parti település helyén és magdeburgi városi jogokat adományozott.
A XVI. században a sziléziai Piastok głogówi ága kihalt, utolsó képviselőjük II. Őrült János volt. 1491-1506 között a terület felett a Jagellók uralkodtak: I. János Albert és I. Öreg Zsigmond, akik később lengyel királyok lettek. Később a várost átadták a Habsburgoknak. A XVII. század közepén, a harmincéves háború alatt Głogówot erőddé alakították át.
Később ostromolták és el is foglalták a porosz, francia, orosz, svéd és osztrák hadak. 1740-től a porosz Hohenzollernek uralma alatt állt. A napóleoni háborúk alatt Jan Henryk Dąbrowski lengyel csapatait szállásolták el itt, maga Napóleon császár is háromszor meglátogatta a várost. Az erődítési munkák sok évre visszavetették a város fejlődését.
A XIX. században igyekeztek megszüntetni az erődítéseket de csak 1873-ban sikerült keletre tolni a határait, és csak 1902-ben bontották le, ami lehetővé tette a város normális fejlődését. 1939-ben Głogównak 33 000 lakosa volt.
1945-ben a várost ismét erőddé építették ki a hitleri hatóságok. Głogówot 5 hétig ostromolta a szovjet hadsereg és 95%-ban lerombolták a várost. A jaltai konferencia egyezménye szerint a várost Lengyelországhoz csatolták. 1945 májusában érkeztek meg az első háború utáni telepesek, akik csak üszkös romokat találtak itt. A város újjáépítése a mai napig nem fejeződött be teljesen. Óriási változás és fejlődés következett be, miután 1967-ben határozat született a rézkohó felépítéséről. A kohó ma is a legnagyobb iparvállalat a városban.
1945-től 1950-ig a város a Wrocławi vajdasághoz tartozott, 1950-ben az újonnan alakult Zielonagórai vajdasághoz csatolták. 1975-1998-ig a Legnicai vajdasághoz tartozott. Az Alsó-sziléziai vajdasághoz az 1999-es adminisztrációs reform után csatolták.

## Főiskolák
- Państwowa Wyższa Szkoła Zawodowa w Głogowie - Állami felsőfokú szakiskola
- Akademia Ekonomiczna we Wrocławiu - a Wrocławi Gazdasági főiskola részlege
- Wyższa Szkoła Humanistyczno-Ekonomiczna w Łodzi - a Łodzi humán-gazdasági főiskola részlege

## Műemlékek
- Głogówi városháza

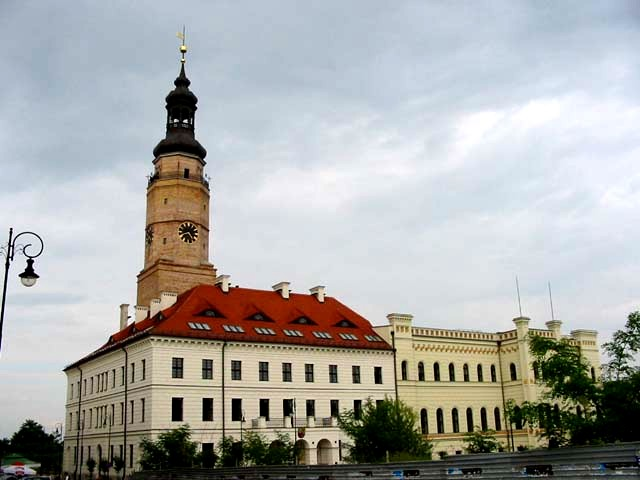
Városház

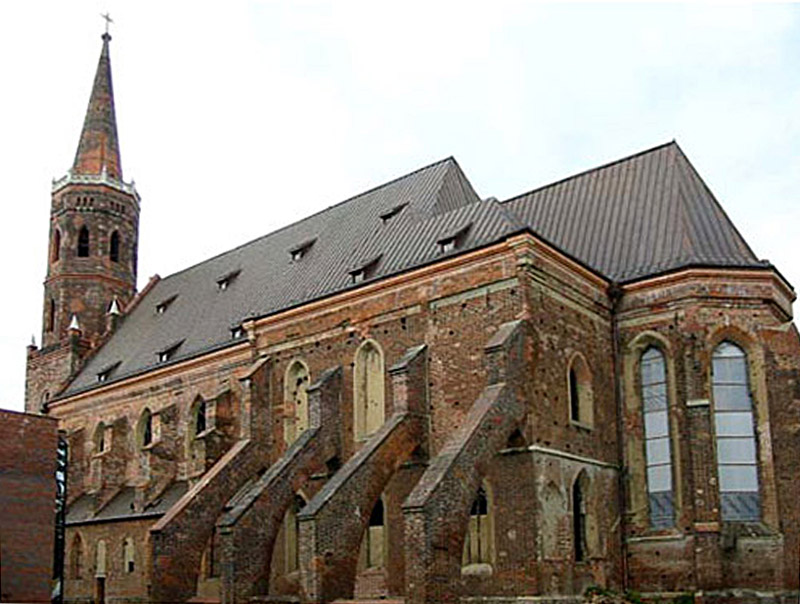
Társaskáptalan

- A głogówi hercegség vára (jelenleg Régészeti-történelmi múzeum)
- Krisztus teste templom (késő barokk)
- Szent Wawrzyńc templom
- Szent Miklós templom (romokban)
- Szent Péter templom (lapidárium)
- XIX századbeli evangélikus templom (lapidárium)
- Zsidó közösség zsinagógája (XIX. század) (lapidárium)
- Társaskáptalan a Tumski szigeten (restaurálás alatt)
- Andreas Gryphius színház (romok)
- A középkori városfalak romjai
- A XVII. századbeli várárok maradványai
- Turm Reduit – XIX. századbeli tüzérségi torony

## Kultúra

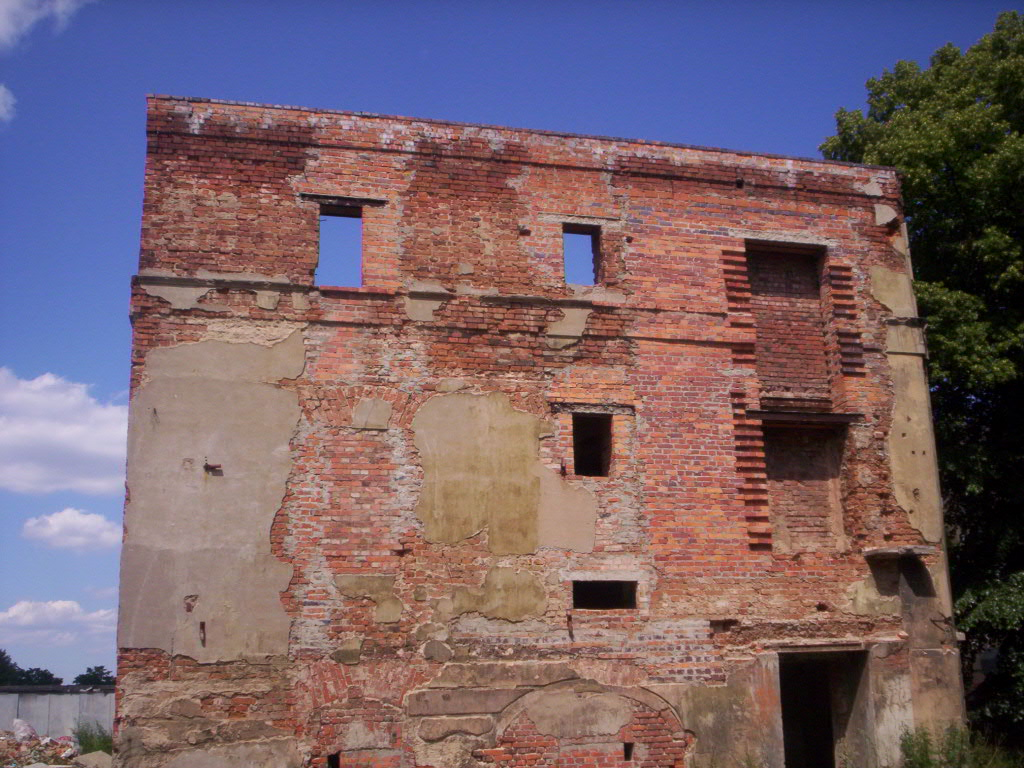
A színház romjai

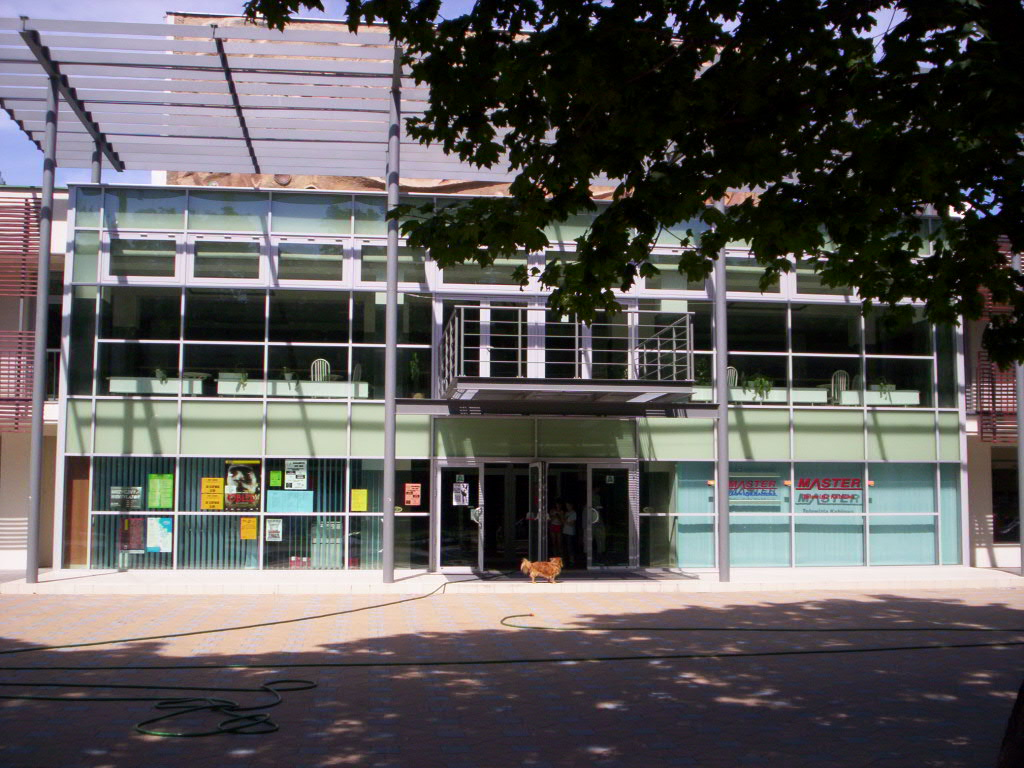
A városi kultúrház

### Fesztiválok
- Międzynarodowe Głogowskie Spotkania Jazzowe (Nemzetközi jazz találkozó)
- Wratislavia Cantans (wrocławi kórusfesztivál)
- Zamkowe Spotkania Chóralne (Kórustalálkozások a várban)

### Intézmények
- Miejski Ośrodek Kultury (Városi kultúrház)
- Miejska Biblioteka Publiczna (Városi közkönyvtár)
- Muzeum Archeologiczno-Historyczne (Régészeti-történelmi múzeum)
- Towarzystwo Ziemi Głogowskiej (Głogówi vidék társasága)
- Głogowskie Stowarzyszenie Literackie (Irodalmi társaság)
- Centrum Edukacji Kulturalnej i Artystycznej MAYDAY (Kulturális és művészeti oktatási centrum)
- Beati Cantores (kórus)
- Zakładowa Orkiestra Dęta "Huty Miedzi Głogów" (A rézkohó fúvószenekara)
- Stowarzyszenie Wolnej Sztuki (Szabad művészetek társasága)
- Muzyczne Stowarzyszenie Ziemi Głogowskiej im. Estelli Wolańskiej (Zenei társaság)
- Spółdzielczy Dom Kultury "PEGAZ" (Szövetkezeti kultúrház "Pegazus")
- Fundacja Odbudowy Teatru im. Andreasa Gryphiusa w Głogowie (A színház újjáépítési alapja)

## Híres głogówiak
- Anjou Hedvig (Sziléziai Szent Hedvig, Święta Jadwiga Śląska)
- Jan z Głogowa (wd) középkori filozófus, asztronómus, földrajztudós, a Krakkói Egyetem tanára (1445 körül - 1507)
- I. Szakállas Henrik herceg
- Johann Samuel Ersch
- János Albert lengyel király, głogówi herceg
- Alfred Brehm zoológus
- Anhalt-Dessaui II. Leopold tábornok
- Ferdinand Thieriot zeneszerző, csellista
- Georg Gustav Fulleborn filozófus
- Johannes Dumichen egyiptológus
- Jan Lubomirski
- Sylwester Chruszcz
- I. Magas Boleszláv (Bolesław I Wysoki)
- II. Kopasz Boleszláv herceg (Bolesław II Łysy Rogatka)

### Głogówban született
- I. Szakállas Henrik herceg
- Arnold Zweig író
- Andreas Gryphius író, költő
- Johann Ignaz Felbiger